# Sin-muballit
Sin-muballit (fl. XIX-XVIII secolo a.C.) fu il quinto re della Prima dinastia di Babilonia.
Regnò dal 1812 al 1793 a.C., secondo la cronologia media. Gli succedette il figlio Hammurabi.
È noto un suo editto di remissione dei debiti.